# Sandesh Manuel
Sandesh Manuel OFM (* 4. Januar 1980 in Bangalore) ist ein indisch-österreichischer Ordenspriester des Franziskanerordens. Er ist Seelsorger, Musiker, Rapper, Vlogger und Maler.

## Leben und Wirken
Sandesh Manuel besuchte die Mary Immaculate School von der ersten bis zur vierten Klasse und wechselte dann zur St. Joseph’s Indian High School, wo er bis zur zehnten Klasse blieb. Nach seinem Schulabschluss setzte er seine Ausbildung am Christ College fort und schloss sowohl das I als auch das II PUC (Pre-University Course) erfolgreich ab.
Im Alter von 17 Jahren trat Sandesh Manuel den Franziskanern bei und begann sein Studium. Er erwarb einen Bachelor-Abschluss in Philosophie sowie einen weiteren Bachelor-Abschluss in Indischer Philosophie an der Bengaluru University. Darüber hinaus studierte er indische Musik an der Chennai University, wo er ebenfalls einen Bachelor-Abschluss erlangte. Am 25. April 2009 wurde Sandesh Manuel zum Priester geweiht und widmete sich fortan der Seelsorge. Seine Leidenschaft für Musik führte ihn jedoch dazu, seine musikalischen Fähigkeiten weiterzuentwickeln. Derzeit setzt er sein Musikstudium (Jazz und Pop) am Wiener Konservatorium fort.

### Künstlerische Tätigkeiten
Neben seinem priesterlichen Engagement ist Sandesh Manuel auch als Musiker und Maler aktiv. Er ist bekannt für seine originelle Herangehensweise an Musik und Kunst. Sein musikalisches Repertoire umfasst verschiedene Genres wie Jazz und Pop. Als Maler drückt er seine Kreativität in verschiedenen Stilen aus und schafft Werke, die oft von Spiritualität und Menschlichkeit inspiriert sind.
Zusätzlich zu seinen künstlerischen Aktivitäten ist Sandesh Manuel auch auf YouTube, Instagram und TikTok aktiv, wo er regelmäßig Inhalte veröffentlicht. Auf seinen Social-Media-Kanälen teilt er Musikvideos, inspirierende Botschaften und persönliche Geschichten, die seine Zuschauer zum Nachdenken anregen und ermutigen sollen. Er ist überzeugt davon, dass die Kirche neue Wege gehen muss, um den Menschen zu begegnen.

### Philosophie und Botschaft
Sandesh Manuel ist für seine Offenheit und seinen Glauben an die Menschlichkeit bekannt. Er inspiriert Menschen dazu, ein offenes und tolerantes Denken zu pflegen und die Unterschiede zu feiern, die uns einzigartig machen. So scheut er auch nicht davor, sich an einer Tattooaktion zu beteiligen.

## Publikationen
- mit Elias van Haaren OFM: Erlösung. Via Dolorosa – ein Kreuzweg durch die Straßen Jerusalems.  Generalkommissariat des Heiligen Landes, Wien 2020, 64 Seiten.
- mit Daniel Bachmann und Elias van Haaren OFM: Der Herrgott hat gelacht. Mein Leben mit Hip-Hop und Kloster. Kösel-Verlag, München 2022, ISBN 978-3-466-37274-4.